# Żuk wiosenny
Żuk wiosenny (Trypocopris vernalis) – gatunek chrząszcza z rodziny gnojarzowatych (Geotrupidae).

## Taksonomia
Gatunek został opisany w 1758 roku przez Karola Linneusza w dziesiątym wydaniu Systema Naturae pod nazwą Scarabaeus vernalis. Jako miejsce typowe wskazano Europę. Występował później także pod nazwą Geotrupes (Trypocopris) vernalis, jednak po podniesieniu podrodzaju Trypocopris do rangi rodzaju jego nazwa brzmi Trypocopris vernalis.

## Morfologia
Ciało krótkie, krępe, mocno wypukłe, błyszczące, metalicznie niebieskie lub zielone, długości 12–20 mm. Nogi pokryte kolcami. Głowa pośrodku z guzkiem. Na punktowanie przedplecza składają się dwa rodzaje punktów: mniejsze i większe. Samiec posiada podwójny ząb wierzchołkowy na zewnętrznym brzegu przednich goleni. Spodnia listwa przednich goleni jego odnóży wyposażona w szereg dużych ząbków. Samica ma wymieniony wcześniej ząb pojedynczy, a listwę przednich goleni pozbawioną ząbków. Od podobnego Trypocopris alpinus wyróżnia się jednorodnym owłosieniem (brak odstających czarnych włosków między przylegającymi, brązowymi), prawie całkowicie zanikającymi rzędami pokryw, a ich międzyrzędami słabo lub w ogóle nie punktowanymi

## Występowanie
Europa, Azja Mniejsza, Iran. W Polsce pospolity, związany ze środowiskiem leśnym i pastwiskami. 

## Odżywianie
Odchody zwierzęce. Spotykany w odchodach krowich i końskich.

## Rozmnażanie
Wygrzebuje podziemne korytarze z komorami lęgowymi wypełnionymi odchodami zwierzęcymi. Do każdej komory samica składa 1 jajo. Larwy wylęgają się na wiosnę następnego roku a dorosłe osobniki pojawiają się na początku lata.